# In Eminenti
In eminenti apostolatus specula – konstytucja apostolska ogłoszona przez papieża Klemensa XII 28 kwietnia 1738, w której zabraniał on katolikom przynależności do lóż masońskich pod karą ekskomuniki.
Podkreślał w niej, że loże masońskie, zrzeszające przedstawicieli różnych religii i sekt, są zagrożeniem bezpieczeństwa wewnętrznego państw, a katolicy do nich należący popadają w herezję.